# 신동빈
신동빈(辛東彬, 일본명: 重光 昭夫 시게미쓰 아키오[*], 1955년 2월 14일~)은 일본과 대한민국을 중심으로 활동하는 기업인으로, 롯데그룹 회장이다. 일본 광윤사의 대표이사 부회장, 대한민국 롯데지주의 회장이며 대한민국 국적을 가지고 있다. 일본 타이세이 건설(大成建設) 부회장의 차녀 '오고 마나미'(淡河 真奈美) 여사와 결혼해 슬하에 1남 신유열, 2녀를 두고 있다.

## 생애
신동빈은 1955년 2월 14일에 일본 도쿄도에서 롯데그룹 창업자 신격호의 2남 2녀 중 차남으로 태어났다. 1977년에 아오야마 가쿠인 대학 경제학부를 졸업하고 1980년에 컬럼비아 경영대학원에서 MBA를 취득하였다. 1981년 4월부터 1988년까지 노무라 증권의 런던지점에서 근무하였다.
1988년 4월에 롯데상사(일본)에 입사하였다. 1990년에 호남석유화학(대한민국, 현재의 롯데케미칼) 상무로 취임하면서 한국 롯데에 발을 들여놓았다. 1991년 1월부터 침체당하려는 롯데 오리온즈(일본)의 지원조치로서 구단주 대행으로 취임하고 팀의 홈구장을 가와사키 구장(일본)에서 지바 마린 스타디움(일본)으로 이전하며, 구단 이름을 롯데 오리온즈에서 지바 롯데 마린스(일본)로 회사명 변경을 실시하였다. 1995년에는 구단 대표이사로 취임했다. 바비 발렌타인 감독을 두 차례 동안 불러들여 팀을 인기 구단으로 끌어올렸다는 평가를 받았다. 1995년 롯데그룹 기획조정실 부사장을 거쳐 1997년 롯데그룹 부회장에 오르면서 사실상의 후계자로 굳혔다. 현재 롯데그룹이 롯데홀딩스(일본)와 롯데지주(대한민국)를 지배하는 구조로 구성되어 있다.
2004년부터 정책본부장을 겸임했고, 이 때부터 케이피케미칼, 한화마트, 우리홈쇼핑, 하이마트 등을 인수하며 롯데그룹을 성장시켜 나갔다.
2011년 2월에 롯데그룹의 회장에 취임하였다. 일본 프로야구단 지바 롯데 마린스와 한국 프로야구단 롯데 자이언츠의 구단주이며, 대한스키협회 회장을 역임하였다.
2017년 2월 28일 대한민국 국방부와 경상북도 성주 롯데골프장을 고고도미사일방어체계(THAAD) 부지로 제공하는 계약을 체결하였다가 이로 인해 중국으로부터 사드 제재의 피해자가 되었으며 2조원의 손실을 앓았다.

## 범죄 사실

### 국정감사 증인 불출석
2013년 5월 24일 서울중앙지방법원 형사10단독 지영난 부장판사는 국회에서의증언·감정등에관한법률위반 혐의로 불구속 기소된 신동빈에게 벌금 1000만원을 선고했다. 신동빈은 2012년 10월 국회 정무위원회과 주관한 공정거래위원회의 국정감사에 증인으로 출석할 것으로 요구받았음에도 불응한 혐의를 받았다.

### 경영 비리 및 뇌물공여 등
신동빈은 대통령의 직무에 관한 부정한 청탁을 하고 케이스포츠재단에 70억원을 지급함으로써 박근혜 대통령과 박근혜의 측근 최서원(개명 전 최순실) 측에게 뇌물을 공여하였다.
2018년 2월 13일 서울중앙지방법원 제22형사부는 뇌물공여 죄로 신동빈에게 징역 2년 6월을 선고하고 70억원 추징 명령을 내렸다.
검찰은 2016년 6월 정운호 네이처 리퍼블릭 대표와 관련된 사건을 수사하던 중, 롯데면세점 입점 로비에 관한 의혹이 있음을 알아냈다. 이 사건으로 누나인 신영자 전 롯데장학재단 이사장은 2016년 7월 70억원대 횡령과 뒷돈 수수 혐의로 구속됐다. 9월 28일에는 560억원대 탈세 혐의가 공소사실에 더해졌다. 9월 26일 검찰은 1,750억원대 횡령·배임 혐의로 신동빈의 구속영장을 청구했으나 법원은 "구속 사유와 필요성을 인정하기 어렵다"며 기각했다.
2017년 12월 22일 업무상 횡령 및 배임혐의로 징역 1년 8개월에 집행유예 2년을 선고했다.

## 학력
- 1977년 아오야마 가쿠인 대학 경제학 학사
- 1980년 컬럼비아 경영대학원 MBA

## 경력
- 1982년~1988년: 노무라증권(일본) 런던지점 근무
- 1990년: 롯데(일본) 이사
- 1991년 1월~1991년 11월 : 롯데 오리온스(일본) 구단주 대행
- 1991년 11월~2018년 : 지바 롯데 마린스(일본) 구단주 대행
- 1995년: 지바 롯데 마린스(일본) 대표이사
- 1995년: 롯데리아(일본) 전무이사
- 1997년 2월: 롯데그룹 부회장
- 1999년 5월: 코리아 세븐일레븐(대한민국) 대표이사
- 2000년 1월~2005년 12월: 롯데닷컴(대한민국) 대표이사 부회장
- 2000년: 모비도미(대한민국) 대표이사
- 2001년 2월~: 전국경제인연합회(대한민국) 부회장
- 2004년: 호남석유화학(대한민국) 공동 대표이사
- 2004년: 롯데호텔(대한민국) 정책본부 본부장
- 2005년~: 한일경제협회 부회장
- 2009년 9월: 한국방문의해위원회(대한민국) 위원장
- 2011년 2월~: 롯데그룹 회장
- 2014년 11월~2018년 9월 : 대한스키협회(대한민국) 회장
- 2015년 7월~2018년 2월: 롯데홀딩스(일본) 대표이사 부회장
- 2015년 8월~: 롯데 자이언츠(대한민국) 구단주
- 2015년 9월: 호텔롯데(대한민국) 대표이사
- 2015년 10월~2019년 12월: 롯데문화재단(대한민국) 이사장
- 2017년 10월~: 롯데지주(대한민국) 대표이사 회장
- 2019년 2월~: 롯데홀딩스(일본) 대표이사 부회장
- 2020년 3월~: 지바 롯데 마린스(일본) 구단주
- 2020년 7월~: 롯데홀딩스(일본) 사장, CEO

## 수상
- 2005년: 국민훈장 모란장
- 2006년: 핀란드 백장미장
- 2007년: 프랑스 레지옹 도뇌르 그랑도피시에
- 2014년: 영국 CBE
- 2015년: 러시아 우호훈장 오르진 드루쥐비
- 2017년: 스페인 이사벨여왕 십자문화대훈장

## 가족
- 아버지: 신격호 (辛格浩, 1921~2020) - 롯데그룹 명예회장
  - 이복 누나: 신영자
  - 형: 신동주 - 롯데홀딩스의 부회장을 활동하다가 주주총회에 퇴직당하고 SDJ코퍼레이션 회장과 고준샤의 대표로 남고 있다.
  - 이복 여동생: 신유미
  - 숙부: 신철호 (辛哲浩, 1923~1999) - 前 롯데제과 사장

- 처부: 오고 요시마사(淡河 義正) - 前 일본 타이세이 건설 부회장
  - 배우자: 오고 마나미(淡河 真奈美, 결혼후: 시게미쓰 마나미/重光 真奈美) - 오고 요시마사의 둘째 딸
    - 자녀: 장남 신유열 (일본명: 시게미쓰 사토시/重光 聡),[9] 장녀 신규미,[2] 차녀 신승은[2]